# Duché de Samokalako
1414–1462
Entités précédentes :
- Royaume de Géorgie

Entités suivantes :
- Royaume de Géorgie occidentale

Le duché de Samokalako (en géorgien : სამოქალაქოს საერისთავო, samok'alak'o saerist'avo), aussi connu sous les noms de duché d'Iméréthie ou duché de Koutaïssi, est une province du royaume de Géorgie du XVe siècle. Créé par le roi Alexandre Ier lors du rétablissement du contrôle royal sur le royaume de Géorgie occidental, le duché est donné à une branche cadette de la dynastie royale des Bagrations. Toutefois, son histoire reste courte et sa sécession à la suite de la bataille de Tchikhori mène à la guerre du triumvirat géorgien.

## Histoire
Le duché de Samokalako est formé durant la période de reconstruction du royaume de Géorgie par le roi Alexandre Ier, dis le Grand, en 1414. En effet, celui-ci commence son règne en 1412 en mettant un terme aux rébellions nobiliaires de Géorgie occidentale, notamment lors du conflit entre l'Abkhazie et la Mingrélie ; en 1414, il décide de prendre pour épouse la princesse Tamar Bagration, nièce de l'ancien roi rebelle de Géorgie occidental Constantin II, et décide de tailler des domaines royaux un duché pour le frère de Tamar, Démétrius Bagration, qui vis alors en pauvreté. Démétrius devient  le nouveau duc de Samokalako et prend le titre d'eristavi, au même rang que les souverains de Mingrélie, Gourie, Svanétie, Abkhazie et autres.
Le Samokalako est composé de la capitale occidentale de Koutaïssi et de ses environs, ce qui mène certains historiens à nommer la région « duché de Koutaïssi » ou « duché d'Iméréthie ». Le duché est un vassal direct de la couronne géorgienne et doit prêter allégeance aux rois Alexandre Ier et ses fils, Vakhtang IV, Démétrius III et Georges VIII, qui gouvernent le royaume ensemble. En 1446, à la suite de l'abdication du souverain géorgien, la Géorgie occidentale tombe sous la gouvernance de Démétrius III. Pour assurer son contrôle sur la région, il épouse la fille unique de Démétrius de Samokalako, Goulandoukht Bagration, mais entre en rébellion contre ses frères. Il est probable que le duché reste sous la loyauté de Démétrius III jusqu'à sa mort en 1453, à la suite de quoi il retourne sous le contrôle de Tbilissi.
En tant qu'eristavi, les souverains du Samokalako sont responsables d'un bataillon militaire, mais il n'est pas clair si les troupes du duché sont utilisées lors de la guerre contre les Turcomans dans les années 1430.
En 1455, à la mort de l'eristavi Démétrius, Georges VIII confirme comme nouveau souverain de Samokalako le jeune Bagrat Bagration, petit-fils maternel de Démétrius. Celui-ci reste fidèle au gouvernement central au début de son règne et le duché participe en 1460 à l'ambassade géorgienne envoyée en Europe occidentale pour encourager une nouvelle croisade contre les Ottomans, envoyant un Mingrélien du nom de Kassadan Qartchikhan.
Toutefois, Bagrat de Samokalako se rebelle bientôt contre le roi géorgien. Après s'être allié aux duchés de Mingrélie, Svanétie, Gourie et Abkhazie et à la principauté de Samtskhé, il entre en guerre contre Georges VIII et défait les troupes royales lors de la bataille de Tchikhori en 1462. À la suite de cette rébellion, Bagrat entre au monastère de Ghélati et se fait couronner roi de la Géorgie occidentale, mettant fin au duché de Samokalako.

## Liste des ducs
Le duché de Samokalako est dirigé par un eristavi, un gouverneur noble nommé par le roi et contrôlant une région au nom de la Couronne. Ce titre est souvent traduit par l'historiographie occidentale en « duc ». Les souverains du duché sont :
- 1414-1455 : Démétrius Ier
- 1455-1462 : Bagrat II, son petit-fils

### Ouvrages
- (en) Donald Rayfield, Edge of Empires, a History of Georgia, Londres, Reaktion Books, 2012, 482 p. (ISBN 978-1-78023-070-2, lire en ligne)
- Marie-Félicité Brosset, Histoire de la Géorgie depuis l'Antiquité jusqu'au XIXe siècle - 1re partie, Saint-Pétersbourg, Académie impériale des Sciences, 1849, 702 p.
- Marie-Félicité Brosset, Histoire de la Géorgie, depuis l'Antiquité jusqu'au XIXe siècle - 2ème partie, Saint-Pétersbourg, Académie impériale des Sciences, 1856, 668 p.
- Cyrille Toumanoff, Les dynasties de la Caucasie chrétienne de l'Antiquité jusqu'au XIXe siècle : Tables généalogiques et chronologiques, Rome, 1990